# Juan Jesus
Juan Jesus, właśc. Juan Guilherme Nunes Jesus (ur. 10 czerwca 1991 w Belo Horizonte) – brazylijski piłkarz występujący na pozycji obrońcy we włoskim klubie SSC Napoli. Były reprezentant Brazylii.

## Kariera klubowa

### Internacional
Pierwszy kontakt z piłką miał w wieku 5–6 lat. W późniejszym czasie dzięki ojcu trafił do szkółki piłkarskiej. Swoją przygodę z futbolem łączył z uprawianiem futsalu. W wieku 11 lat trafił do klubu Minas Gerais, gdzie występował przez 4 lata. Początkowo występował jako napastnik, by z czasem coraz bardziej się cofać i przez pozycję pomocnika i później lewego obrońcy wylądować na stoperze. W 2007 r. dołączył do drużyn młodzieżowych Sport Club Internacional. W pierwszej drużynie zadebiutował 12 marca 2010 r. w meczu Pucharu Wyzwolicieli z Deportivo Quito. Pierwszy sezon zakończył zdobyciem Pucharu Wyzwolicieli 2010 oraz wicemistrzostwa Brazylii. Jego dobre występy spowodowały, iż został okrzyknięty „nowym Lucio”. 16 grudnia 2011 65% praw do karty zawodnika zostało sprzedane za 2.6 mln euro Giuliano Bertolucciemu w ramach spłaty długu powstałego w wyniku podpisania kontraktu z Oscarem, którego jest agentem. W barwach Internacionalu wystąpił w 25 spotkaniach ligowych.

### Inter
30 stycznia 2012 został zakupiony przez Inter Mediolan za 4 mln euro. Wybrał ten klub, a nie też zabiegające o niego SSC Napoli, z powodu obecności w nim jego rodaków. Na początku swej przygody z Interem został włączony do drużyny Inter Mediolan Primavera z którą zdobył Mistrzostwo Włoch. Pierwszy mecz w barwach pierwszego zespołu zaliczył 13 maja 2012, gdy zmienił w 90 minucie Diego Milito w przegranym 1:3 meczu 38 kolejki Serie A z S.S. Lazio. W sierpniu odrzucił ofertę przenosin do Bologny.
Od początku sezonu 2012/2013 wywalczył sobie pewne miejsce w wyjściowym składzie Interu jako grający najbardziej z lewej ze środkowych obrońców. 23 sierpnia zadebiutował w europejskich pucharach w meczu eliminacyjnym do Ligi Europy z FC Vaslui. 19 maja 2013 zdobył pierwszą bramkę dla Interu w ostatniej kolejce Serie A w meczu z Udinese Calcio. 30 czerwca 2016 został wypożyczony z opcją wykupu z Interu Mediolan do AS Romy.

### AS Roma
1 lipca 2017 AS Roma postanowiła wykupić go za 8 mln €.

## Kariera reprezentacyjna
Był członkiem brazylijskich drużyn młodzieżowych U-18 i U-19. W 2010 otrzymał pierwsze powołanie od Neya Franco do zespołu U-20 przygotowującego się do Mistrzostw Ameryki Południowej U-20 w 2011 r. W zakończonym zwycięstwem turnieju rozegrał wszystkie 7 z 9 spotkań. Dzięki tryumfowi w tym samym roku Brazylijczyk wziął udział w Mistrzostwach Świata U-20, które również wygrali młodzi Canarinhos. W turnieju zagrał w 6 meczach partnerując na środku obrony Brunowi Uviniemu. 11 maja 2012 został powołany przez Mano Menezesa do pierwszej reprezentacji w której zadebiutował 26 maja meczem z Danią (3:1). Zagrał także w kolejnych spotkaniach ze Stany Zjednoczone (30 czerwca), Meksykiem (3 lipca) i Argentyną (9 lipca). 10 lipca otrzymał powołanie do drużyny U-23. Z olimpijską reprezentacją Brazylii wywalczył w Londynie na Igrzyskach Olimpijskich srebrny medal będąc jej podstawowym graczem.

## Styl gry
Jest silny i szybki. Posiada umiejętność bardzo dobrej gry w powietrzu.

## Życie prywatne
Imię swe otrzymał po bohaterze książki „Don Juan”. Ma starszego brata. Wyprowadził się z domu mając 14 lat. Jest żonaty od stycznia 2010 r. z Caroline. W wolnym czasie lubi grać na Playstation, pójść do kina lub zagrać w tenisa. Podziwia grę Rafaela Nadala. Jego idolami są Lúcio i Juan.

## Sukcesy
Klubowe
- Copa Libertadores: 2010
- Campeonato Gaúcho: 2011
- Recopa Sudamericana: 2011
- Primavera: 2012

Reprezentacyjne
- Mistrzostwa Świata U-20: 2011
- Mistrzostwo Ameryki Południowej U-20: 2011
- Igrzyska Olimpijskie 2012 w Londynie:  Srebro
- Puchar Sendai: 2010

## Statystyki

### Klubowe
| Klub                       | Sezon     | Liga  | Liga | Liga   | Puchar kraju | Puchar kraju | Puchar kraju | Puchary kontynentalne | Puchary kontynentalne | Puchary kontynentalne | Razem | Razem | Razem  |
| Klub                       | Sezon     | Mecze | Gole | Asysty | Mecze        | Gole         | Asysty       | Mecze                 | Gole                  | Asysty                | Mecze | Gole  | Asysty |
| -------------------------- | --------- | ----- | ---- | ------ | ------------ | ------------ | ------------ | --------------------- | --------------------- | --------------------- | ----- | ----- | ------ |
| Internacional Porto Alegre | 2010      | 7+10  | 0    | 0      | 0            | 0            | 0            | 1                     | 0                     | 0                     | 8+10  | 0     | 0      |
| Internacional Porto Alegre | 2011      | 18+6  | 0    | 0      | 0            | 0            | 0            | 0                     | 0                     | 0                     | 18+6  | 0     | 0      |
| Internacional Porto Alegre | Razem     | 25+16 | 0    | 0      | 0            | 0            | 0            | 1                     | 0                     | 0                     | 26+16 | 0     | 0      |
| Inter Mediolan             | 2011/2012 | 1     | 0    | 0      | 0            | 0            | 0            | 0                     | 0                     | 0                     | 1     | 0     | 0      |
| Inter Mediolan             | 2012/2013 | 31    | 1    | 1      | 9            | 0            | 0            | 4                     | 0                     | 1                     | 44    | 1     | 2      |
| Inter Mediolan             | 2013/2014 | 3     | 0    | 0      | 1            | 0            | 0            | 0                     | 0                     | 0                     | 4     | 0     | 0      |
| Inter Mediolan             | Razem     | 35    | 1    | 1      | 10           | 0            | 0            | 4                     | 0                     | 1                     | 49    | 1     | 2      |
| Łącznie                    | Łącznie   | 60+16 | 1    | 2      | 9            | 0            | 0            | 5                     | 0                     | 1                     | 75+16 | 1     | 2      |

### Reprezentacyjne
|   | Data           | Miejsce                                            | Rezultat | Przeciwnik        | Gole | Rozgrywki       | Czas gry |
| - | -------------- | -------------------------------------------------- | -------- | ----------------- | ---- | --------------- | -------- |
| 1 | 26 maja 2012   | Imtech Arena, Hamburg, Niemcy                      | 3–1      | Dania             | 0    | mecz towarzyski | 90       |
| 2 | 30 maja 2012   | MetLife Stadium East Rutherford, Stany Zjednoczone | 4–1      | Stany Zjednoczone | 0    | mecz towarzyski | 90       |
| 3 | 3 czerwca 2012 | Cowboys Stadium, Arlington, Stany Zjednoczone      | 0–2      | Meksyk            | 0    | mecz towarzyski | 90       |
| 4 | 9 czerwca 2012 | MetLife Stadium East Rutherford, Stany Zjednoczone | 3–4      | Argentyna         | 0    | mecz towarzyski | 90       |

Brazylia U-23
|    | Data             | Miejsce                                  | Rezultat | Przeciwnik       | Gole | Rozgrywki       |
| -- | ---------------- | ---------------------------------------- | -------- | ---------------- | ---- | --------------- |
| 1. | 20 lipca 2012    | Riverside Stadium, Middlesbrough, Anglia | 2–0      | Wielka Brytania  | 0    | mecz towarzyski |
| 2. | 26 lipca 2012    | Millennium Stadium, Cardiff, Walia       | 3–2      | Egipt            | 0    | IO Londyn 2012  |
| 3. | 29 lipca 2012    | Old Trafford, Manchester, Anglia         | 3–1      | Białoruś         | 0    | IO Londyn 2012  |
| 4. | 1 sierpnia 2012  | St James’ Park, Newcastle, Anglia        | 3–0      | Nowa Zelandia    | 0    | IO Londyn 2012  |
| 5. | 4 sierpnia 2012  | St James’ Park, Newcastle, Anglia        | 3–2      | Honduras         | 0    | IO Londyn 2012  |
| 6. | 7 sierpnia 2012  | Old Trafford, Manchester, Anglia         | 3–0      | Korea Południowa | 0    | IO Londyn 2012  |
| 7. | 11 sierpnia 2012 | Wembley, Londyn, Anglia                  | 1–2      | Meksyk           | 0    | IO Londyn 2012  |